# Анатман
Анатман (санскр. अनात्मन् або анатта (палі:अनत्ता) — одна з основних доктрин буддизму, заперечення вічних нетлінних сутностей, зокрема атмана, що в індуїзмі означає душу. Анатман разом із анітьєю (непостійністю) та дукхою (незадовільністю) складають трилакшану — три правди про буття.
Анатман — найскладніша для розуміння доктрина буддизму, не тому, що заперечення існування "я" є чимось особливим — матеріалізм теж не вірить у душу, але тому, що важко зрозуміти, як відсутність душі в людини узгоджується з ідеєю карми та реінкарнації.
Вчення Будди стверджує, що людина є сукупністю п'яти складників (скандг), які, проте, не є елементами в звичайному розумінні, а складними утвореннями, нагромадженнями. Ці складники суть тіло, відчуття, сприйняття або перцепції, ментальні образи або мислення та свідомість. Кожна з цих скандг непостійна (анітья), кожна з цих скандг незадовільна (дукха), тобто є причиною страждань, і нарешті — будь-яка дгарма не є атманом, тобто душею[джерело?]. В останньому з цих тверджень використовується термін дгарма, а не скандга.
Існує багато інтерпретацій цього положення в різних школах філософії буддизму.